# Odala
Odala, en arabe : اودلة, est un village du gouvernorat de Naplouse en Palestine, situé à 7,6 km au sud de Naplouse, au centre de la Cisjordanie.
Selon le recensement du bureau central palestinien des statistiques, la localité compte une population de 1 566 habitants en 2017.